# Where the Light Is: John Mayer Live in Los Angeles
Where the Light Is: John Mayer Live in Los Angeles è il terzo album dal vivo del cantautore statunitense John Mayer, pubblicato il 1º luglio 2008.

## Tracce
Acoustic set
1. Neon – 5:55 (John Mayer, Clay Cook)
2. Stop This Train – 5:00 (Mayer)
3. In Your Atmosphere (LA Song) – 5:45 (Mayer)
4. Daughters – 5:04 (Mayer)
5. Free Fallin' (Tom Petty cover) – 4:23 (Tom Petty, Jeff Lynne)

Trio set
1. Everyday I Have the Blues – 4:14 (trad.)
2. Wait Until Tomorrow (The Jimi Hendrix Experience cover) – 4:19 (Jimi Hendrix)
3. Who Did You Think I Was – 4:23 (Mayer)
4. Come When I Call – 3:23 (Mayer)
5. Good Love Is on the Way – 4:18 (Mayer, Steve Jordan, Pino Palladino)
6. Out of My Mind – 10:10 (Mayer)
7. Vultures – 5:19 (Mayer, Jordan, Palladino)
8. Bold as Love (The Jimi Hendrix Experience cover) – 8:38 (Hendrix)

Band set
1. Waiting on the World to Change – 3:50 (Mayer)
2. Slow Dancing in a Burning Room – 5:19 (Mayer)
3. Why Georgia – 4:27 (Mayer)
4. The Heart of Life / In Repair – 3:40 (Mayer)
5. I Don't Need No Doctor (Ray Charles cover John Scofield ft. John Mayer) – 6:02 (Joseph Armstead, Nick Ashford, Valerie Simpson)
6. I've Got Dreams to Remember (Otis Redding cover / Gravity) – 9:41 (Otis Redding, Zelma Redding, Joe Rock/Mayer)
7. I Don't Trust Myself (With Loving You) – 8:44 (Mayer)
8. Belief – 6:03 (Mayer)
9. I'm Gonna Find Another You – 5:40 (Mayer)